# روبرت لوف
روبرت لوف (بالإنجليزية: Robert Love)‏ هو سياسي أمريكي، ولد في 11 مايو 1760، وتوفي في 17 يوليو 1845. انتخب عضو مجلس ولاية كارولاينا الشمالية.